# Drosometer
Als Drosometer wird in der Meteorologie ein Messgerät zur Bestimmung der durch den Tau bedingten Niederschlagsmenge bezeichnet.

## Aufbau
Es enthält eine an einer feinen Zeigerwaage befindliche, mit feiner, flockiger Wolle bedeckte Platte, an der sich in der Nacht der Tau absetzt. Die Geräte können zusätzlich mit einem Stift versehen sein, der den Ausschlag der Waage auf einer Trommel aufzeichnet.
Die Gewichtszunahme der Platte ist ein Maß für die Taustärke. Allerdings ist diese Art der Messung nicht sehr präzise.

## Gründe für die geringe Präzision
Außer der großen Windempfindlichkeit zeigt es wie alle auf künstlichen Kondensationsflächen beruhenden Instrumente nur das Potential für eine Taubildung an, die tatsächliche Taubildung ist hingegen stark von den Oberflächeneigenschaften abhängig.

## Alternativen
Alternative Messverfahren zur Messung der tatsächlichen Betauung nutzen daher Pflanzen, Blätter oder ganze Erdsäulen, die auf einer Waage in natürlicher Höhe über dem Boden aufgestellt werden (im Prinzip ein kleines Lysimeter).
Andere Methoden beruhen auf einer Abschätzung der Tautröpfchen im Vergleich zu Vergleichsfotos oder der Messung des Volumens des von einer Oberfläche abgewischten Wassers.